# Gärsubstrat
Der Begriff Gärsubstrat wird im Bereich der Erzeugung von Biogas in Biogasanlagen meistens für den in der Vergärung befindlichen Fermenterinhalt verwendet.
Missverständlich ist, dass auch der Rohstoff zur Biogaserzeugung, das Substrat sowie das Endprodukt, der Gärrest, gelegentlich als Gärsubstrat bezeichnet werden. In vielen Biogasanlagen dient das Endlager zugleich als Nachfermenter (Nachgärer), so dass hier nicht klar zwischen Gärsubstrat und Gärrest differenziert werden kann.